# 툼바 경기장
툼바 경기장(그리스어: Γήπεδο Τούμπας)은 그리스 테살로니키의 축구 구장으로 종합 스포츠 클럽 PAOK가 소유하고 있다. 경기장은 1959년 9월 6일, 클럽의 주 스포츠 구장이자 당시 국가 축구 리그에 참가하는 클럽 축구팀의 홈구장으로 지어졌다. 경기장은 테살로니키 동부의 툼바 구에 위치하고 있다. 경기장은 본래 45,000명을 수용했으나, 1998년에 모든 관중석을 좌석으로 바꾸면서 수용 인원이 32,000명으로 감소하였다.
2000년에 안전 지대가 새로이 도입되면서 좌석 수가 현재의 28,703석으로 더 감소하였다. 1976년 12월 19일, 45,252명의 기록적인 수의 관중이 PAOK와 AEK 간의 경기를 관람하였다. 경기장의 공식 명칭은 단순히 "PAOK 경기장" (Στάδιο ΠΑΟΚ)으로 명명되었으나, 소재지인 툼바 구를 따서 "툼바 경기장" (Στάδιο Τούμπας)으로 자주 명명된다.
툼바 경기장은 몇 차례 그리스 축구 국가대표팀 경기를 주최하였다. 경기장은 대대적인 리모델링을 통해 2004년 하계 올림픽의 축구 훈련 구장으로 사용되었다. 이와 관련된 작업이 2003년에 착수되었고, 2004년 여름에 다시 사용될 수 있도록 만들었으며, 경기장의 외관을 신식으로 만들었다. 이 리모델링에서 가장 눈에 띄는 변화는 서쪽 주 스탠드 (1, 2, 3번 출입구) 뒤에  4층짜리 건물이 들어선 것이었다.
경기장 신관은 VIP 박스와 라운지가 존재하며, TV / 언론의 서비스 룸과 클럽 사무실이 위치해 있다. 서쪽 수탠드 위에 새 지붕이 덮였으며, 그 외에도 새 좌석 교체, 탈의실 리모델링, 새 그라운드로 교체, 그리고 북쪽의 곡선 스탠드 (4번, 4a번 출입구) 콘크리트 기둥 보강이 있었다.

## 갤러리

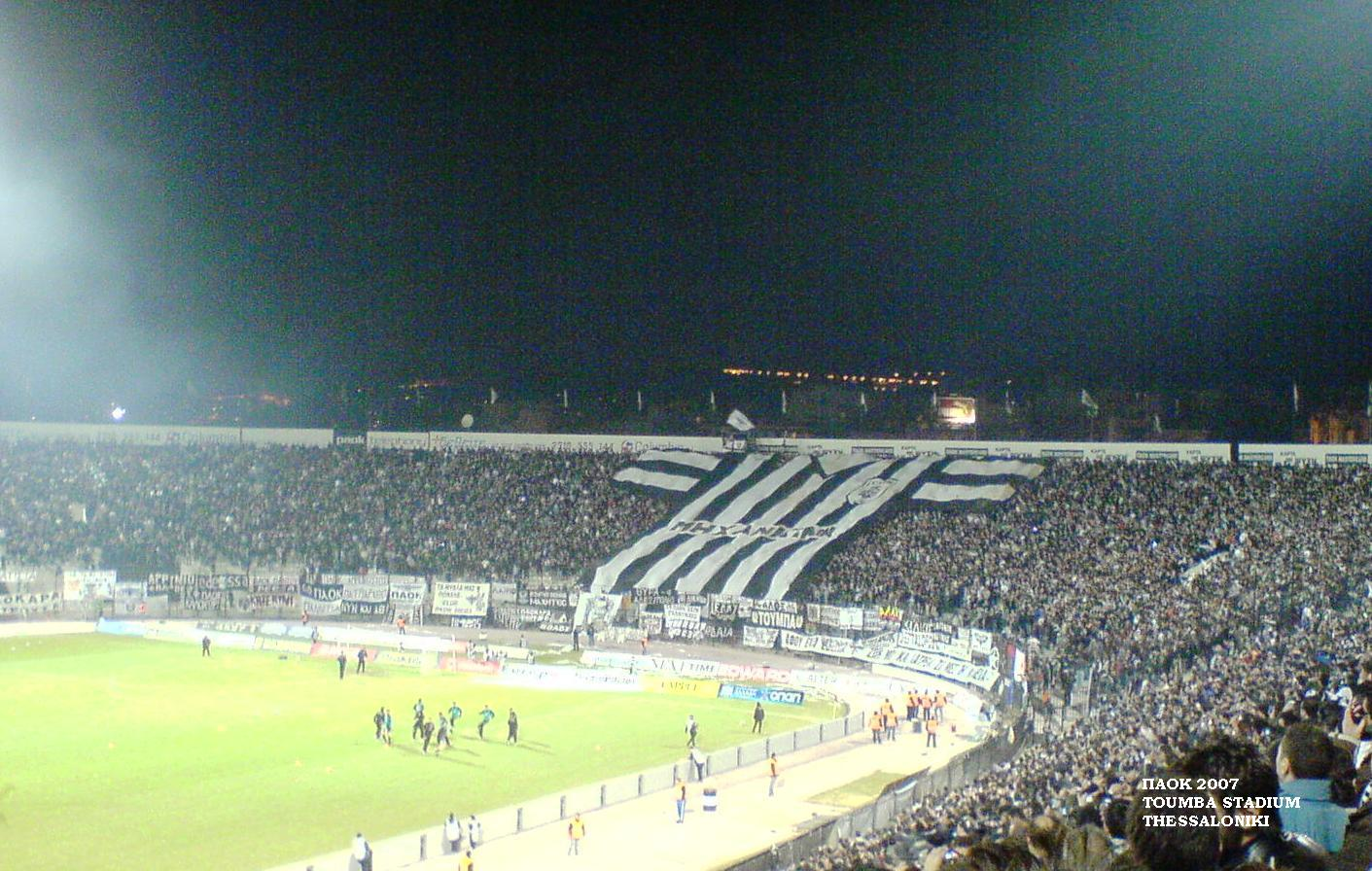
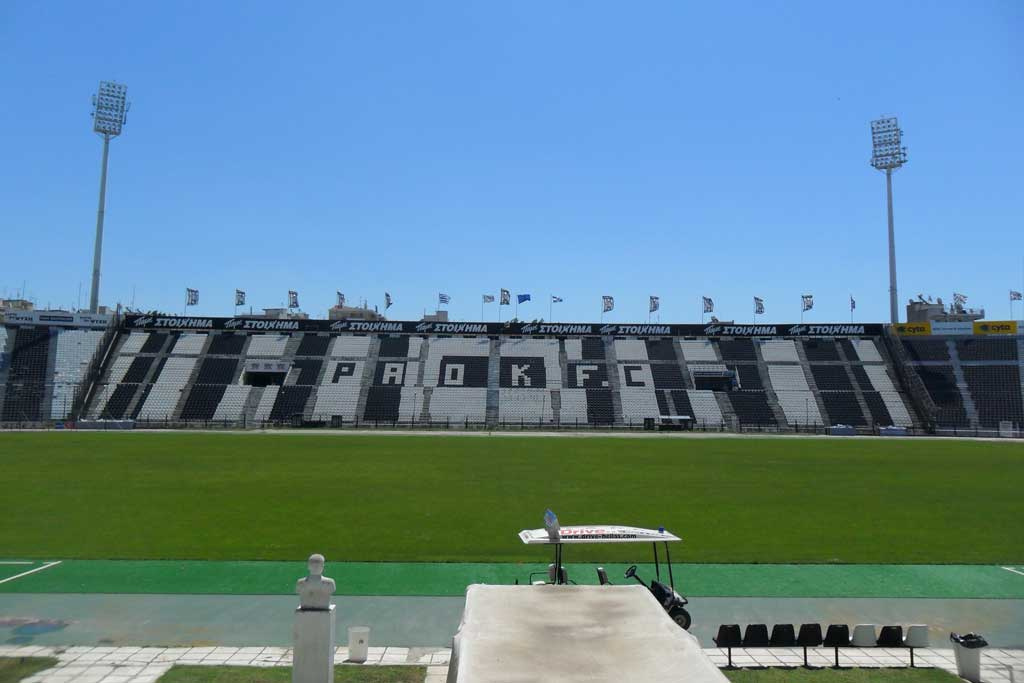
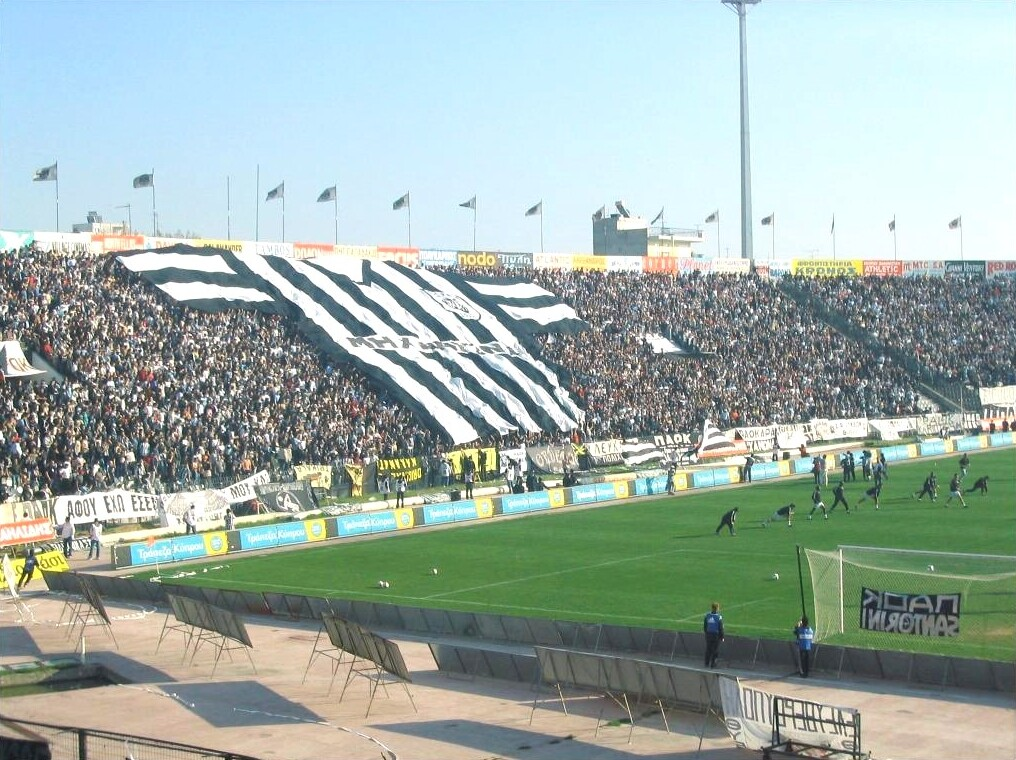
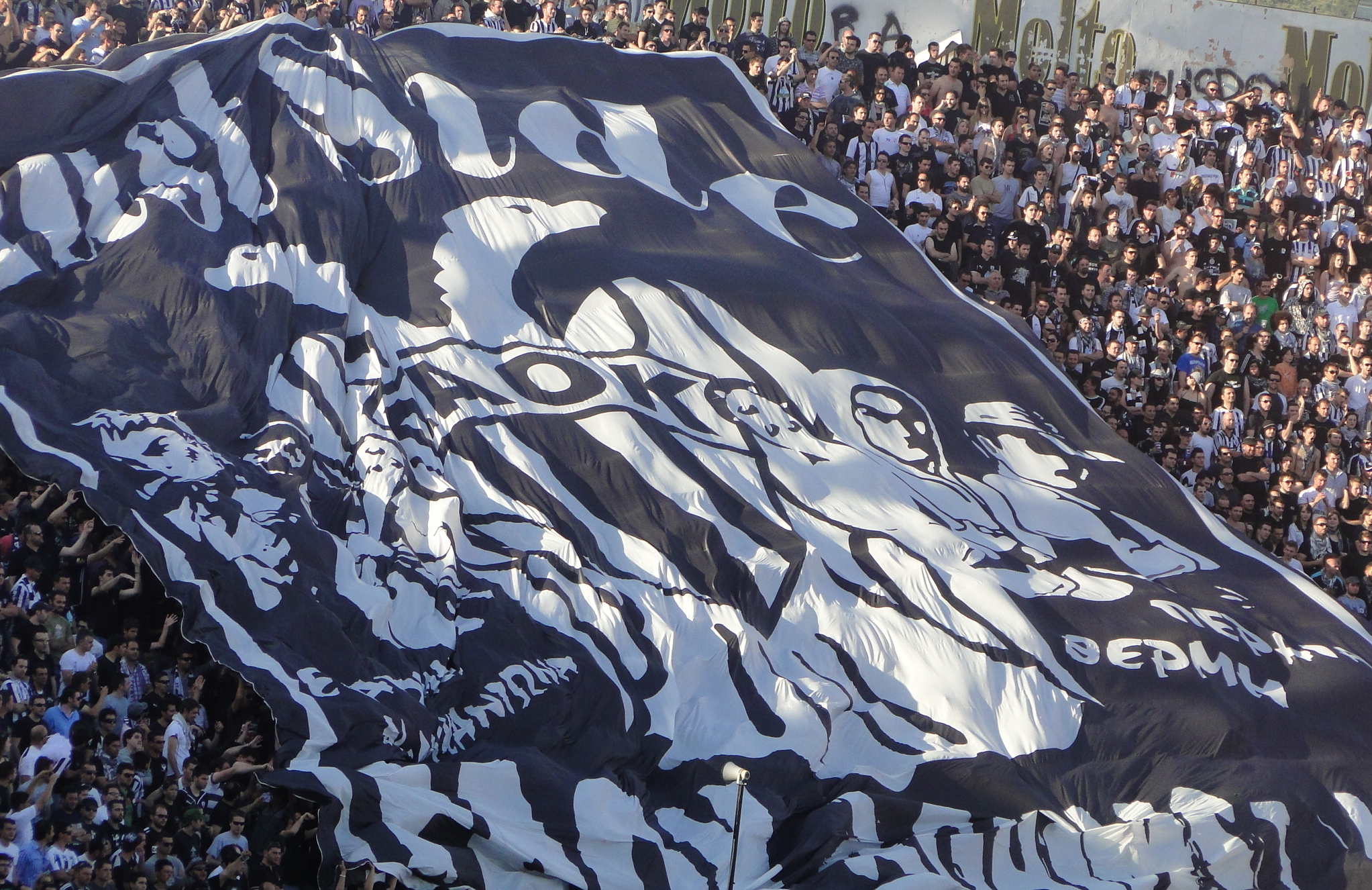
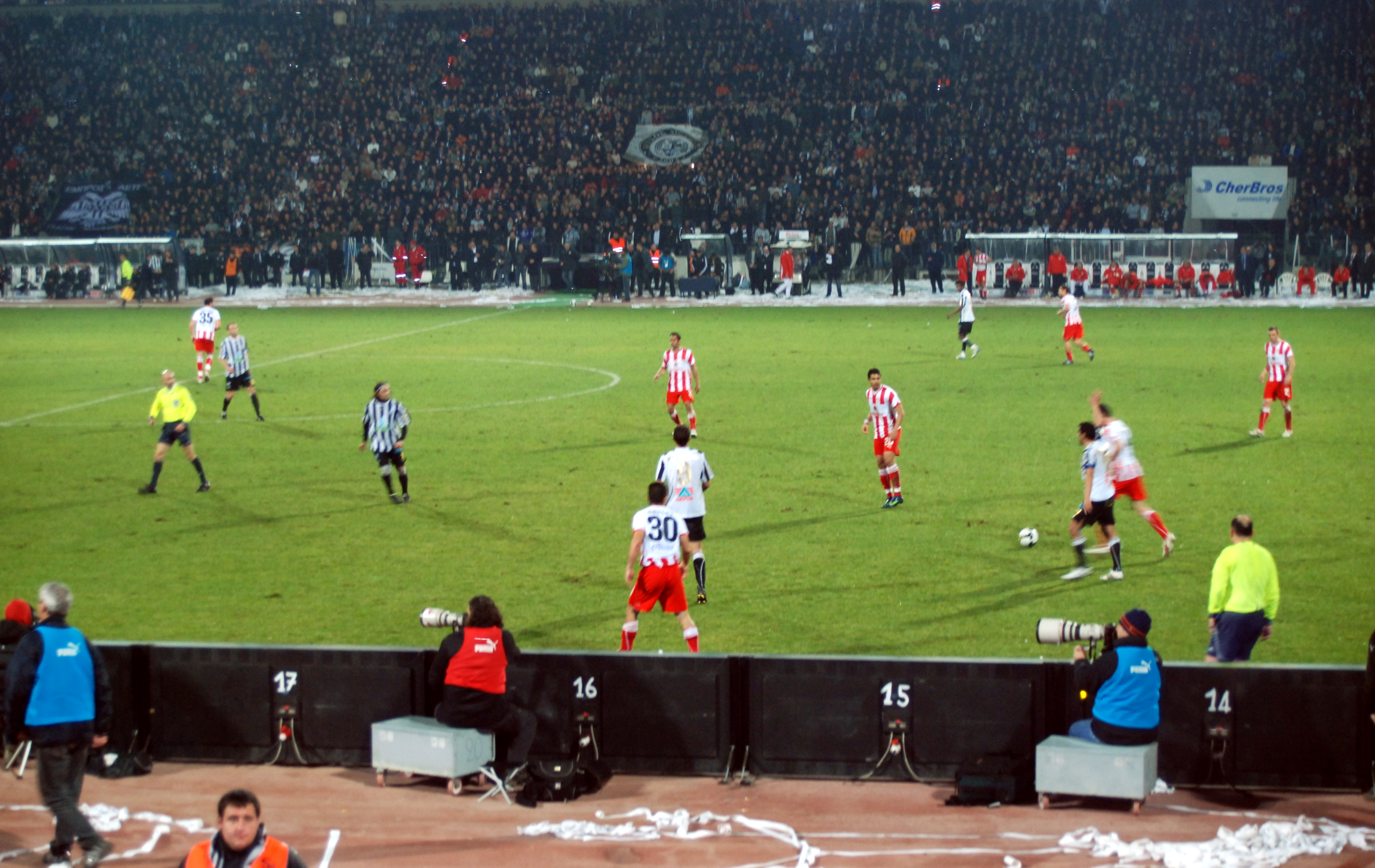

## 같이 보기
- PAOK
- PAOK FC